# Chassy (Yonne)
Chassy é uma comuna francesa na região administrativa de Borgonha-Franco-Condado, no departamento de Yonne. Estende-se por uma área de 16,45 km². Em 2010 a comuna tinha 473 habitantes (densidade: 28,8 hab./km²).